# Sistema de designação de aeronaves militares dos Estados Unidos
O Sistema de Designação de Aeronaves Militares dos EUA é o sistema de siglas, prefixos e números para identificar os diveros modelos de aeronaves em serviço nas Forças Armadas dos Estados Unidos da América. Cada modelo de aeronave é identificada por um código criado com base em determinadas características do aparelho, nomeadamente o tipo de missão, tipo de modificações sofridas e número de ordem do projecto.
Até 1962 os vários ramos das Forças Armadas dos EUA dispunham de vários sistemas de designações diferentes. Nesse ano, com base no sistema já em vigor na Força Aérea dos EUA, todos os restantes ramos (Marinha, Exército, Fuzileiros Navais e Guarda Costeira) adptaram um sistema comum unificado.
Devido à preponderância militar dos EUA o sistema de designação deste país é muitas vezes utilizado como padrão internacional, sobretudo ao nível da NATO.

## Composição do Sistema
Cada aeronave é identificada por um código que pode incluir as seguintes componentes:
a - Prefixo de Estatuto: indica o estatuto de aeronaves ainda não entradas ao serviço ou em serviço especial;
b - Missão Modificada: indica o tipo de missão para o qual uma aeronave, com diferente missão básica, foi modificada para desempenhar;
c - Missão Básica: indica a missão básica para a qual a aeronave foi projectada;
d - Tipo: indica um tipo especial de aeronave;
e - Número de Projecto: indica o número sequencial do projecto dentro da missão básica ou do tipo;
f - Série de Projecto: indica uma variante de um projecto.
Com excepção do Número de Projecto, todas as outras componentes do código da aeronave são identificadas por letras maiúsculas.
Todos os códigos identificativos de modelos de aeronaves incluem obrigatoriamente a componente "e" e, nos aviões convencionais, a componente "c". No caso de tipos especiais de aeronaves, é obrigatória a componente "d", podendo ser dispensada a "c". As restantes componentes do código só são aplicadas caso seja necessário.
Um código com todas as componentes seria composto do seguinte modo: abcd-ef. Um exemplo hipotético seria:
- YWCH-77A - significando o Protótipo (Y) da variante A do 77º projecto de Helicóptero (H) de Transporte (C), modificado para o desempenho de missões de Reconhecimento Meteorológico (W).

Alguns exemplos de códigos realmente utilizados são:
- A-7P - significando a variante P do 7º projecto de avião convencional de Ataque (A);
- YF-17 - significando o Protótipo (Y) do 17º projecto de avião convencional de Caça (F);
- V-22 - significando o 22º projecto de avião de Descolagem e Aterragem Vertical (V);
- AH-64A - significando a variante A do 64º projecto de Helicóptero (H) de Ataque (A);
- HC-130E - significando a variante E do 130º projecto de avião convencional de Transporte (C), modificado para missões de Busca de Salvamento (H);
- GOA-37C - significando a variante C do 37º projecto de avião convencional de Ataque (A), modificado para missões de Observação (O), colocado em Serviço Permanente no Solo (G).

## Prefixos de Estatuto
- G - serviço permanente no solo;
- J - teste especial temporário;
- N - teste especial permanente;
- X - experimental;
- Y - protótipo;
- Z - em planejamento;

## Designadores de Missão Modificada
- A - ataque;
- C - transporte;
- D - director;
- E - instalação electrónica especial;
- F - caça;
- H - busca e salvamento;
- K - avião-tanque;
- KC - avião multifunção - Tanque e Transporte
- L - operação em baixas temperaturas;
- M - transporte de mísseis e multifunção;
- O - observação;
- P - patrulha marítima;
- Q - drone (aeronave teleguiada);
- R - reconhecimento;
- S - anti-submarino;
- T - instrução;
- U - utilitário;
- V - serviço a altas entidades;
- W - reconhecimento meteorológico;

## Designadores de Missão Básica
- A - ataque (caça-bombardeiro);
- B - bombardeiro;
- C - transporte;
- E - instalação electrónica especial;
- F - caça;
- L - laser;
- O - observação;
- P - patrulha marítima;
- R - reconhecimento;
- S - anti-submarino;
- T - instrução;
- U - utilitário (multiusos);
- X - pesquisa e voo experimental.

## Designadores de Tipo
- G - planador;
- H - helicóptero;
- Q - veículo aéreo não-tripulado;
- S - nave espacial;
- V - avião de descolagem ou aterragem vertical ou curta;
- Z - aeróstato.